# Music Awards 2014 (compilation)
Music Awards 2014 è la quarta ed ultima compilation dedicata all'evento Wind Music Awards, pubblicata il 3 giugno 2014 dalla Universal Music Italia. È l'unica a non riportare il nome dello sponsor storico dell'evento, Wind, in seguito alla chiusura del contratto che univa le due proprietà. È anche l'unica compilation dei Wind Music Awards a contenere un solo CD.

## Tracce
1. Emma – La mia città – 3:30
2. Biagio Antonacci – Ti penso raramente – 4:01
3. Modà – La sua bellezza – 3:21
4. Marco Mengoni – Non me ne accorgo – 3:29
5. Alessandra Amoroso – Non devi perdermi – 3:20
6. Giorgia – Non mi ami – 3:43
7. Elisa – Un filo di seta negli abissi – 3:35
8. Arisa – Controvento – 3:38
9. Gigi D'Alessio – Occhi nuovi – 3:28
10. Max Pezzali – I cowboy non mollano – 4:11
11. Luca Carboni – C'è sempre una canzone – 4:12
12. Fiorella Mannoia – La casa in riva al mare – 4:11
13. Moreno – Prova microfono – 3:50
14. Jake La Furia – Gli anni d'oro – 3:21
15. Gué Pequeno – Bravo ragazzo – 2:59
16. Mario Biondi – Shine On – 3:38
17. Avicii – Hey Brother (Radio Edit Short) – 3:11
18. Faul & Wad Ad vs Pnau – Changes (Radio Mix) – 3:21
19. Stromae – Papaoutai – 3:51
20. Cris Cab – Liar Liar – 3:29
21. Passenger – Let Her Go (Album Version) – 4:10
22. George Ezra – Budapest – 3:21
23. Lorde – Royals – 3:12